# متان فلنائي
متان فلنائي (بالعبرية: מתן וילנאי‏) (بالعبرية: מַתָּן וִילְנַּאִי؛ ولد 20 مايو 1944) سياسي إسرائيلي ولواء سابق في الجيش الإسرائيلي (Israel Defense Forces). وعضو سابق الكنيست ووزير سابق تم تعيينه سفيرا في الصين في عام 2012.

## روابط خارجية
- الموقع الرسمي
- متان فلنائي على الموقع الإلكتروني للكنيست